# Gondang Manis (Bae)
Gondang Manis is een bestuurslaag in het regentschap Kudus van de provincie Midden-Java, Indonesië. Gondang Manis telt 14.304 inwoners (volkstelling 2010).